# ناتا، بوتسوانا
ناتا (به انگلیسی: Nata) شهری در ناحیهٔ مرکزی کشور بوتسوانا است که در سال ۲۰۰۰ میلادی ۵٬۱۷۰ نفر جمعیت داشته که از این تعداد، ۲٬۳۸۱ نفر مرد و ۲٬۷۸۹ نفر زن بوده‌اند.